# Manavadar
 (août 2010).
Si vous disposez d'ouvrages ou d'articles de référence ou si vous connaissez des sites web de qualité traitant du thème abordé ici, merci de compléter l'article en donnant les références utiles à sa vérifiabilité et en les liant à la section « Notes et références ».

Manavadar était un khanat des Indes. Il était situé dans la péninsule de Kâthiâwar et sa capitale était la cité (de) du même nom.
Lors de l'Indépendance la destinée de cet État princier fut incertaine : il fut dans un premier temps réuni au Pakistan, puis quelque temps après, à l'Inde dont il fait aujourd'hui partie (État du Goujerat). Cependant le Pakistan continue (en 2020) à revendiquer le territoire sur sa carte officielle.

## Liste des derniers khans de Manavadar
- ? - 1882 Jorawar Khanji
- 1882-1888 Ghazafar Khanji II (1863-1888)
- 1888-1918 Fateh ed-Din Khanji Ier (1885-1918)
- 1918-1948 Gholam Moïn ed-Din Khanji (1911-2003)